# Noah Ngeny
Noah Ngeny (* 2. November 1978 in Kabenas) ist ein kenianischer Mittelstreckenläufer und Olympiasieger von 2000 im 1500-Meter-Lauf.

## Biografie
Ngeny hatte zunächst Mühe, sich an die Weltspitze zu setzen. Viele seiner Landsleute waren ebenfalls starke Mittel- und Langstreckenläufer. Seine Chance erhielt er 1999 bei einem internationalen Meeting, wo er sich für die Leichtathletik-Weltmeisterschaften in Sevilla qualifizieren konnte. Dort wurde er im Finale nur durch den amtierenden Weltmeister Hicham El Guerrouj geschlagen. Am 5. September des gleichen Jahres verbesserte Ngeny in Rieti den 18 Jahre alten 1000-Meter-Weltrekord des britischen Wunderläufers Sebastian Coe auf 2:11,96 min.
Bei den Olympischen Spielen 2000 in Sydney traf er im Finale des 1500-Meter-Laufs wieder auf El Guerrouj, den Weltrekordhalter und zweifachen Weltmeister. Dieser war seit den letzten Olympischen Spielen nur einmal geschlagen worden und somit der unumstrittene Favorit. Ngeny setzte sich knapp 15 Meter vor dem Ziel ab, gewann das Rennen und sorgte damit für eine der Überraschungen bei diesen Spielen.
2001 wurde er aus dem kenianischen Aufgebot für die WM in Edmonton gestrichen, nachdem er Anweisungen des Verbands nicht gefolgt war. 2002 erlitt er einen schweren Autounfall, dessen Nachwirkungen in den folgenden Jahren alle Comebackversuche vereitelten. 2006 erklärte er offiziell seinen Rückzug vom Sport.